# Liste der Kulturdenkmale in Athenstedt
Die Liste der Kulturdenkmale in Athenstedt enthält die Kulturdenkmale des Landesamtes für Denkmalpflege und Archäologie in Sachsen-Anhalt im Ortsteil Athenstedt der Gemeinde Halberstadt und ist eine Teilliste der Liste der Kulturdenkmale in Halberstadt. Grundlage ist das Denkmalverzeichnis des Landes Sachsen-Anhalt, das auf Basis des Denkmalschutzgesetzes des Landes Sachsen-Anhalt, welches am 21. Oktober 1991 durch das Landesamt erstellt und seither laufend ergänzt wurde (Stand: 31. Dezember 2022).

## Legende
In den Spalten befinden sich folgende Informationen:
- Lage: Nennt den Straßennamen und wenn vorhanden die Hausnummer des Kulturdenkmals. Die Grundsortierung der Liste erfolgt nach dieser Adresse. Der Link „Karte“ führt zu verschiedenen Kartendarstellungen und nennt die geographischen Koordinaten.
Link zu einem Kartenansichtstool, um Koordinaten zu setzen. In der Kartenansicht sind Baudenkmale ohne Koordinaten mit einem roten bzw. orangen Marker dargestellt und können in der Karte gesetzt werden. Baudenkmale ohne Bild sind mit einem blauen bzw. roten Marker gekennzeichnet, Baudenkmale mit Bild mit einem grünen bzw. orangen Marker.
- Offizielle Bezeichnung: Nennt den Namen, die Bezeichnung oder zumindest die Art des Kulturdenkmals und verlinkt, soweit vorhanden, auf den Artikel zum Objekt.
- Beschreibung: Nennt bauliche und geschichtliche Einzelheiten des Kulturdenkmals, vorzugsweise die Denkmaleigenschaften.
- Erfassungsnummer: Für jedes Kulturdenkmal wird in Sachsen-Anhalt eine 20stellige Erfassungsnummer vergeben. Die letzten zwölf Ziffern werden für die Untergliederung nach Teilobjekten genutzt und werden nur angegeben, soweit vergeben. In dieser Spalte kann sich folgendes Icon  befinden, dies führt zu Angaben zu diesem Baudenkmal bei Wikidata.
- Ausweisungsart: Die Einordnung des Denkmales nach § 2 Abs. 2 DenkmSchG LSA
- Bild: Ein Bild des Denkmales, und gegebenenfalls einen Link zu weiteren Fotos des Kulturdenkmals im Medienarchiv Wikimedia Commons. Wenn man auf das Kamerasymbol klickt, können Fotos zu Kulturdenkmalen aus dieser Liste hochgeladen werden:

## Kulturdenkmale
| Lage                        | Bezeichnung             | Beschreibung                                        | Erfassungs- nummer | Ausweisungsart | Bild           |
| --------------------------- | ----------------------- | --------------------------------------------------- | ------------------ | -------------- | -------------- |
| (Karte)                     | Kriegerdenkmal          | Denkmal für die Gefallenen des 1. und 2. Weltkriegs | 094 01506          | Baudenkmal     | Weitere Bilder |
| Am Saal, Poststraße (Karte) | Platz                   | Am Dreieck                                          | 094 01855          | Denkmalbereich | Weitere Bilder |
| Enge Straße 32 (Karte)      | Bauernhaus              |                                                     | 094 01510          | Baudenkmal     | Weitere Bilder |
| Poststraße (Karte)          | Kirche Sankt Bonifatius | Flur 3, Flurstück 344/37                            | 094 01488          | Baudenkmal     | Weitere Bilder |
| Hauptstraße 26 (Karte)      | Bauernhaus              |                                                     | 094 01492          | Baudenkmal     | Weitere Bilder |
| Hauptstraße 30 (Karte)      | Bauernhof               |                                                     | 094 01490          | Baudenkmal     | Weitere Bilder |
| Hauptstraße 46 (Karte)      | Bauernhof               |                                                     | 094 01861          | Baudenkmal     | Weitere Bilder |
| Hauptstraße 51 (Karte)      | Bauernhaus              |                                                     | 094 01489          | Baudenkmal     | Weitere Bilder |
| Poststraße 2 (Karte)        | Pfarrhof                |                                                     | 094 01863          | Baudenkmal     | Weitere Bilder |
| Poststraße 3 (Karte)        | Bauernhaus              |                                                     | 094 03068          | Baudenkmal     | Weitere Bilder |
| Poststraße 17 (Karte)       | Bauernhaus              |                                                     | 094 01499          | Baudenkmal     | Weitere Bilder |
| Poststraße 21 (Karte)       | Bauernhaus              |                                                     | 094 01491          | Baudenkmal     | Weitere Bilder |